# Вашингтон (округ, Миннесота)
Ва́шингтон (англ. Washington County) — округ в штате Миннесота, США. Административный центр — Стиллуотер, крупнейший город — Вудбери. По оценочной переписи 2008 года в округе проживают 229 173 человека. Площадь — 1096 км², из которых 1014,6 км² — суша, а 81,4 км² — вода. Плотность населения составляет 222.8 чел./км².

## История
Округ был основан в 1849 году.